# (26142) 1994 PL1
(26142) 1994 PL1 là một tiểu hành tinh vành đai chính. Nó được phát hiện bởi Robert H. McNaught ở Đài thiên văn Siding Spring ở Coonabarabran, New South Wales, Australia, ngày 3 tháng 8 năm 1994.